# Global VR
Global VR une entreprise fondée en 1998, basée à San José (Californie) en Californie, qui développe des jeux d'arcade, ainsi que des stands de réalité virtuelle. Global VR offre des services de développement pour les plateformes mobiles,.

## Historique
Global VR a été fondé en 1998. L'entreprise a débuté par la vente de stands de réalité virtuelle revendus à l'entreprise Ferris Productions en 2003 et utilisés notamment dans des parcs de loisirs comme Six Flags. Global VR a fermé ces stands en 2004.
L'activité principale de Global VR est la fabrication de jeux d'arcade. Beaucoup de jeux de la société sont des jeux sur système d'arcade de type PC. Global VR possède les droits de licence de Electronic Arts et a développé des jeux basés sur Madden NFL, Need for Speed, et Tiger Woods PGA Tour. D'autres titres de Global VR sont basés sur des licences populaires, tels que Aliens: Extermination et Justice League: Heroes Unies,,.
La division de développement d'applications mobiles de Global VR fournit des services de développement pour les appareils sous iOS et Android ainsi que d'autres plates-formes mobiles. La société a également conclu un partenariat avec Streak Technology pour développer des bornes tactiles utilisées dans des endroits tels que des supermarchés Albertsons et des restaurants Texas Roadhouse.

## Système d'arcade
- VR Vortex (1999)
- VR Vortex II (1999)
- VR Vortek V3 (2003)

## Liste de jeux
- Aliens Extermination (2006)
- America's Army (2007)
- Beach Head 2000 (2003)
- Beach Head 2000 Vortek V3 Edition (2003)
- Beach Head 2002 Vortek V3 Edition (2003)
- Beach Head 2002 (2003)
- Beach Head 2003 Desert War (2003)
- Beach Head 2003 Desert War Vortek V3 Edition (2003)
- Blazing Angels: Squadrons of WWII (2007)
- Fast Draw Showdown (2004)
- Desert Gunner (2007)
- Incoming (2003)
- Invasion Earth (2003)
- Justice League: Heroes United (2009)
- Kick-It Jr. (1997)
- Kick-It! (1997)
- Mad Dog McCree 1 & 2 (2004)
- Madden NFL Football (2004)
- Madden Season 2 (2006)
- EA Sports NASCAR Racing (2007)
- EA Sports NASCAR Team Racing (2010)
- Need For Speed: Carbon (2008)
- Need for Speed (2003)
- Need for Speed: GT (2003)
- Need For Speed: Underground (2005)
- Operation Blockade (2003)
- Paradise Lost (2007)
- PGA Tour Golf Challenge Edition (2005)
- PGA Tour Golf: Championship Edition (2002)
- PGA Tour Golf: Championship Edition II (2003)
- PGA Tour Golf: Championship Edition III (2004)
- PGA Tour Golf Team Challenge (2006)
- Puck Off (2007)
- Redline Rampage (2014)
- Shh..! Welcome to Frightfearland (2011)
- The Last Bounty Hunter (2004)
- The Swarm (2013)
- Twisted: Nitro Stunt Racing (2009)
- UltraPin (2007)